# Planum Australe

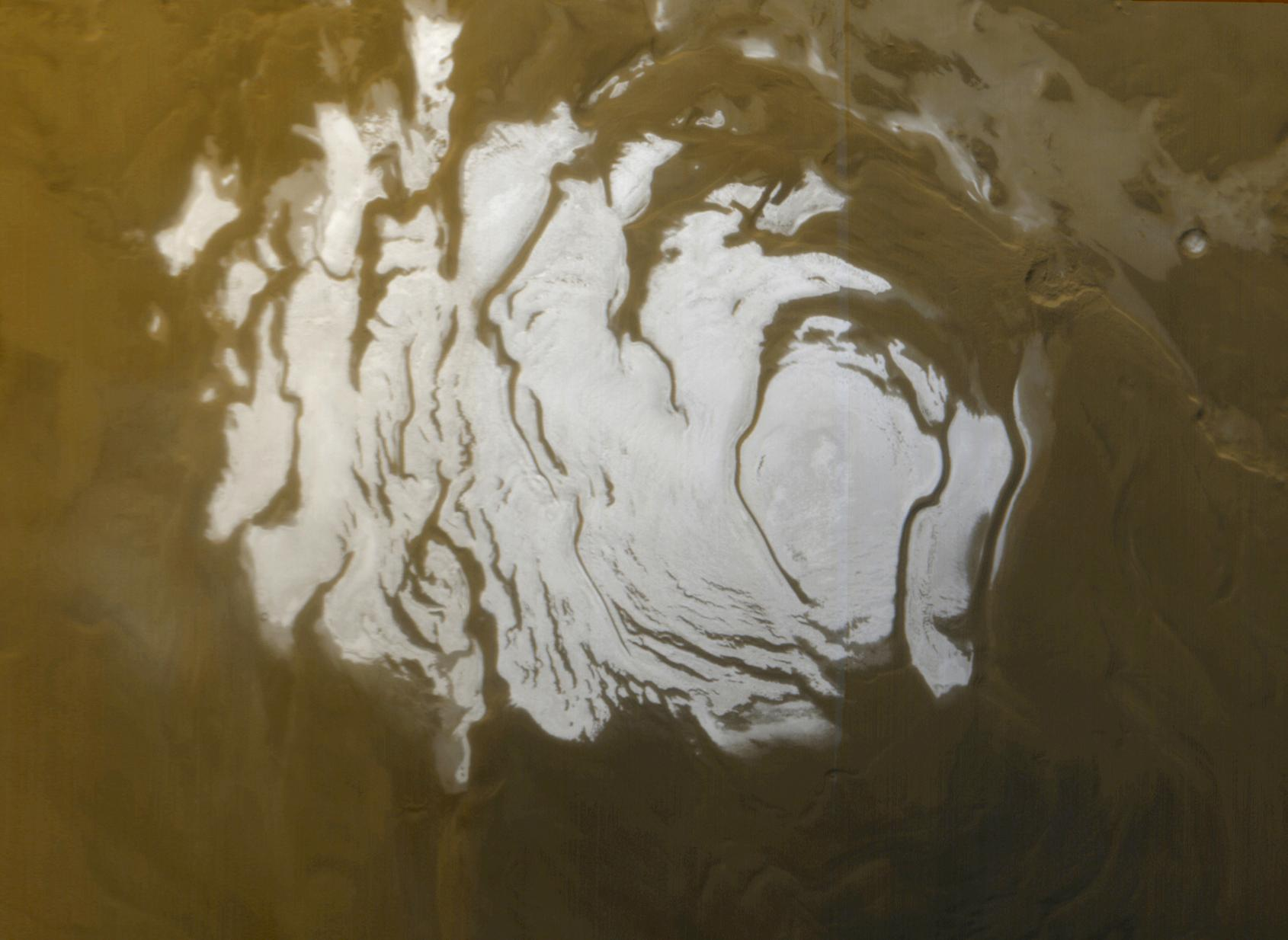
Planum Australe – obszar południowej czapy polarnej Marsa

Planum Australe (łac. Równina południowa) – równina na Marsie. Obszar ten ma średnicę 1450 km, a rozciąga się od 71,8° do 90° szerokości południowej oraz od 0° do 360° długości zachodniej. Centrum Planum Australe znajduje się na ♂ 83,35°S 202,30°W/-83,350000 -202,300000. Na Planum Australe znajduje się południowa czapa polarna Marsa, będąca mieszaniną lodu wodnego i zamarzniętego dwutlenku węgla.
W okresie, gdy na półkuli południowej panuje marsjańska zima, południowa czapa polarna jest rozmieszczona symetrycznie względem bieguna południowego. Zachodnie obszary czapy polarnej, zbudowane ze śniegu i szronu, zawierają większe depozyty dwutlenku węgla, przez co wolniej sublimują latem. Przechodzą wówczas w fazę gazową bezpośrednio ze stanu stałego, podczas gdy wschodnie obszary (zbudowane wyłącznie ze szronu) zanikają całkowicie. Powstaje wtedy śladowa czapa polarna. Jest ona przesunięta względem bieguna geograficznego planety o około trzy, cztery stopnie.
Według danych pochodzących z misji Mars Express odpowiedzialna za to jest zarówno marsjańska pogoda, jak też największy, choć odległy, krater uderzeniowy na Marsie (Hellas Planitia). Basen krateru ma 2300 kilometrów średnicy oraz 7 kilometrów głębokości. Powoduje to odbijanie wiatrów oraz w efekcie utworzenie marsjańskiego odpowiednika fal Rossby’ego. Fale te zmieniają kierunek wiatrów wiejących na dużych wysokościach i przemieszczają fronty pogodowe w kierunku bieguna południowego. Powstają w ten sposób dwa obszary o znacznych różnicach ciśnienia, znacznie niższe po zachodniej stronie bieguna oraz wyraźnie podwyższone na półkuli wschodniej. W obszarze, gdzie panuje niż, temperatury często spadają poniżej temperatury kondensacji dwutlenku węgla, co powoduje, że gaz opada na powierzchnię w skondensowanej postaci i narasta jako swoisty śnieg. W obszarze wyżu nie tworzą się warunki sprzyjające kondensacji, więc występuje tam jedynie szron tuż przy samym gruncie. W efekcie tworzą się dwa odmienne środowiska, za które odpowiadają odmienne mechanizmy.
Obszary pokryte śniegiem nie sublimują latem, ponieważ odbijają większą część energii niż obszary pokryte tylko szronem. Dodatkowo kryształy szronu jako większe i bardziej nieregularne od kryształów śniegu absorbują więcej energii słonecznej. Tak więc zachodnie obszary południowej czapy polarnej utworzone ze śniegu i szronu zawierają większe depozyty dwutlenku węgla i latem wolniej sublimują, a wschodnie zbudowane wyłącznie ze szronu zanikają całkowicie.
Decyzją Międzynarodowej Unii Astronomicznej w 1976 roku obszar ten został nazwany od łacińskiej nazwy południa.